# Phoronix
Phoronix es una web de técnologia que ofrece comentarios sobre productos, distribuciones de Linux, entrevistas y noticias, manteniendo una orientación a Linux en su contenido. Phoronix fue creada en junio del 2004 por Michael Larabel, quien sigue como propietario y editor jefe. El nombre de Phoronix es un acrónimo de "phoro-" y "*NIX" significando "Linux en movimiento". Phoronix es conocido por ser uno de los sitios de reseñas de Linux que abarca hardware, y en especial hardware gráfico, además que es actualizado diariamente.
- Datos: Q4046864